# Świebodzice (gromada)
Świebodzice (do 30 VI 1968 Ciernie) – dawna gromada, czyli najmniejsza jednostka podziału terytorialnego Polskiej Rzeczypospolitej Ludowej w latach 1954–1972.
Gromady, z gromadzkimi radami narodowymi (GRN) jako organami władzy najniższego stopnia na wsi, funkcjonowały od reformy reorganizującej administrację wiejską przeprowadzonej jesienią 1954 do momentu ich zniesienia z dniem 1 stycznia 1973, tym samym wypierając organizację gminną w latach 1954–1972.
Gromadę Świebodzice z siedzibą GRN w mieście Świebodzicach (nie wchodzącym w skład gromady) utworzono 1 lipca 1968  w powiecie świdnickim w woj. wrocławskim w związku  przeniesieniem siedziby GRN gromady Ciernie (zwiększonej tego samego dnia o wsie Grochotów, Modlęcin i Olszany) z Cierni do Świebodzic i zmianą nazwy jednostki na gromada Świebodzice. Dla gromady ustalono 25 członków gromadzkiej rady narodowej. 
Gromada przetrwała do końca 1972 roku, czyli do kolejnej reformy gminnej.